# Valid XML document
Un document XML valide (en anglais valid XML document) est, selon le W3C, un document XML bien formé qui se conforme aussi aux règles d'un modèle (ou schéma) de documents donné par une DTD ou un XML Schema.
Il ne faut pas confondre cette notion avec celle de document XML bien formé, qui est un document XML dont la syntaxe est correcte.